# 퀴즈 채널 퀘스천
〈퀴즈 채널 퀘스천〉(일본어: クイズチャンネルクエスチョン, 영어: Quiz Channel Question)은 나카니혼에서 제작, 1993년에 아케이드로 출시한 퀴즈 비디오 게임이다.
대한민국에서는 KM KOREA, 중화민국에서는 LAXAN을 통해 출시되었다.

## 진행
텔레비전 방송을 배경으로 진행되며, 뉴스 퀘스천을 통해 맛보기 퀴즈를 진행한 후 두 개의 프로그램 중 하나를 선택할 수 있다. 〈헤이세이 뭐든지 위원회〉(일본어: 平成なんでも委員会)와 〈사업 2지 4지〉로 구성되어 있으며, 〈헤이세이 뭐든지 위원회〉는 학생으로 교육 관련 문제를 푸는 방식으로, 〈사업 2지 4지〉는 회사원으로 사회 관련 문제를 푸는 방식으로 진행된다.
두 프로그램을 모두 마치면 다시 뉴스 퀘스천에서 마무리 퀴즈를 진행한다.

## 같이 보기
- 퀴즈 TV합중국 Q&Q (1992)
- 퀴즈 365 (1994)
- 열답 퀴즈 챔피언 (1995)